# Battlefield 2: Modern Combat
Battlefield 2: Modern Combat ist ein Ego-Shooter innerhalb der Battlefield-Spieleserie. Wie Battlefield 2 spielt es im mittleren Osten und China, zusätzlich kommt jedoch Kasachstan hinzu, das als Schlachtfeld für die chinesische PLA- und EUFOR-Truppen dient.
Für die PlayStation 2, Xbox 360 und Xbox ist das Spiel im Herbst 2005 erschienen, eine Portierung auf die PlayStation Portable wurde abgebrochen.
Ein Mehrspielermodus ist u. a. über den Service Xbox Live und GameSpy (PlayStation 2) verfügbar. Die Multiplayer-Server der Xbox und der Xbox 360 wurden 2011 abgeschaltet.

## Handlung
Die Kampagne dreht sich um einen fiktiven Krieg zwischen der NATO und der Volksrepublik China, der in Kasachstan stattfindet. Die Medien beider Seiten verbreiten Propaganda, die den anderen Kriegsverbrechen vorwirft. Später stellt sich heraus, dass eine Terrororganisation namens Burning Flag dafür verantwortlich ist, sowohl die NATO als auch China dazu zu verleiten, den Krieg zu beginnen und Verhandlungsversuche sabotiert. Gegen Ende muss der Spieler verhindern, dass drei nukleare Interkontinentalraketen auf die Vereinigten Staaten, Europa und China abgefeuert werden.

## Rezeption
Das grundlegende Spielprinzip sei zwar identisch, das Spiel aber deutlich Arcade-lastiger als das PC-Vorbild Battlefield 2. Das Missionsdesign sei gut, die Action fordernd und die Rahmenhandlung motivierend. Die langen Ladezeiten und das blinde Losstürmen der KI-Kameraden falle negativ auf. Die Handlung wirke aufgesetzt und abgenutzt. Die Schauplätze hingegen seien spannungsgeladen und abwechslungsreich. Die Xbox-Version lässt sich flüssig spielen, auf der PlayStation 2 breche die Framerate ein. Der Soundtrack sei wuchtig und die Tonabmischung gelungen. Auf der Xbox 360 habe sich technisch wenig getan. Die Texturen seien etwas schärfer und plastischer, Modelle seien etwas detaillierter. Die Fahrzeugsteuerung sei hakelig.